# Svenska Formel Ford-säsonger
Tabellerna nedan visar resultaten i svenska Formel Ford-mästerskap.

## Resultattabeller

### SM i Formel Ford 1600
| År   | Placering | Namn               | Klubb/hemort  |                              | Poäng |
| ---- | --------- | ------------------ | ------------- | ---------------------------- | ----- |
| 1979 | 1         | Lennart Sundahl    | Anderstorp RC | Van Diemen                   |       |
| 1979 | 2         | Per Gustavsson     | Sthlm BK      | Royale RP26/Magnum Racing    |       |
| 1979 | 3         | Kenneth Jönsson    | Örebro        | Crossle/Custom Racing        |       |
| 1979 | 4         | Christer Eriksson  | Karlskoga MK  | Van Diemen                   |       |
| 1979 | 5         | Nettan Lindgren    | Sthlm BK      | Tiga Race Cars/Magnum Racing |       |
| 1979 | 6         | Bo Martinsson      | MS Stockholm  | Royale                       |       |
| 1979 | 7         | Tommy Ryden        | Anderstorp RC | Van Diemen                   |       |
|      |           |                    |               |                              |       |
| 1980 | 1         | Bo Martinsson      | MS Stockholm  | Royale RP26                  | 33    |
| 1980 | 2         | Per Gustavsson     | Sthlm BK      | Royale RP26/Magnum Racing    | 19    |
| 1980 | 3         | Lennart Sundahl    | Anderstorp RC | Van Diemen                   | 22    |
| 1980 | 4         | Christer Eriksson  | Karlskoga MK  | Van Diemen                   | 12    |
| 1980 | 5         | Nils-Erik Persson  | Hässleholm MK | Van Diemen                   | 8     |
| 1980 | 6         | Håkan Olausson     | Anderstorp    | Van Diemen/Magnum Racing     | 6     |
| 1980 | 7         | J-O Tingdal        | Karlskoga MK  | Van Diemen                   | 4     |
| 1980 | 8         | Lars Dahlberg      | SKRC          | Van Diemen/Magnum Racing     | 2     |
|      |           |                    |               |                              |       |
| 1981 | 1         | Gunnar Ericsson    | Järfälla MK   | Van Diemen/Magnum Racing     | 71    |
| 1981 | 2         | Anders Ulfsson     | Växjö MS      | Van Diemen                   | 56    |
| 1981 | 3         | Tommy Rydén        |               | Royale                       | 36    |
| 1981 | 4         | Lennart Sundahl    | Anderstorp RC | Van Diemen                   | 35    |
| 1981 | 5         | PeO Carlsson       |               | Tiga Race Cars               | 32    |
| 1981 | 6         | Torbjörn Henrysson | Karlskoga MK  | Crossle                      | 28    |
| 1981 | 7         | Yngve Sällqvist    | Karlskoga MK  | Royale RP26/Magnum Racing    | 26    |
| 1981 | 8         | Sven Frindelius    |               | Royale                       | 24    |
| 1981 | 9         | Hasse Thaung       | Växjö MS      | Royale/Magnum Racing         | 23    |
| 1981 | 9         | Mikael Norlander   | SSK           | Royale RP26/Magnum Racing    | 23    |

### SSK-serien Formel Ford 1600
| År   | Placering | Namn               | Klubb/hemort  |                              | Poäng |
| ---- | --------- | ------------------ | ------------- | ---------------------------- | ----- |
| 1979 | 1         | Yngve Sällqvist    | Karlskoga MK  | Royale RP26/Magnum Racing    | 57    |
| 1979 | 2         | Per Gustavsson     | Sthlm BK      | Royale RP26/Magnum Racing    | 55    |
| 1979 | 3         | Nettan Lindgren    | Sthlm BK      | Tiga Race Cars/Magnum Racing | 42    |
| 1979 | 4         | Christer Eriksson  | Karlskoga MK  | Van Diemen                   | 38    |
| 1979 | 5         | Mikael Norlander   | SSK           | Tiga Race Cars/Magnum Racing | 33    |
| 1979 | 6         | Nils-Erik Persson  | Hässleholm MK | Van Diemen                   | 29    |
| 1979 | 7         | Jan Wahlbeck       | Gislaved MK   | Royale                       | 28    |
| 1979 | 8         | Torbjörn Henrysson | Karlskoga MK  | Crossele                     | 25    |
| 1979 | 9         | Håkan Olausson     | Anderstorp    | Van Diemen/Magnum Racing     | 22    |
| 1979 | 10        | Tommy Ryden        | Anderstorp RC | Van Diemen                   | 21    |
|      |           |                    |               |                              |       |
| 1980 | 1         | Christer Eriksson  | Karlskoga MK  | Van Diemen                   | 73    |
| 1980 | 2         | Håkan Olausson     | Anderstorp    | Van Diemen/Magnum Racing     | 60    |
| 1980 | 3         | Lars Dahlberg      | SKRC          | Van Diemen/Magnum Racing     | 58    |
| 1980 | 4         | Yngve Sällqvist    | Karlskoga MK  | Royale RP26/Magnum Racing    | 39    |
| 1980 | 5         | Tommy Ryden        | Anderstorp RC | Van Diemen                   | 34    |
| 1980 | 6         | Åke Jansson        | SSK           | Van Diemen/Magnum Racing     | 30    |
| 1980 | 7         | Håkan Nilsson      | Hyllinge MS   | Tiga Race Cars               | 23    |
| 1980 | 8         | Jan Wahlbeck       | Gislaved MK   | Royale                       | 23    |
| 1980 | 9         | Jan Jirvik         | Bromma MS     | Van Diemen                   | 17    |
| 1980 | 10        | Mikael Norlander   | SSK           | Royale RP26/Magnum Racing    | 12    |
|      |           |                    |               |                              |       |
| 1981 | 1.        | Gunnar Ericsson    | Järfälla MK   | Van Diemen/Magnum Racing     | 71    |
| 1981 | 2.        | Anders Ulfsson     | Växjö MS      | Van Diemen                   | 56    |
| 1981 | 3.        | Tommy Rydén        |               | Royale                       | 36    |
| 1981 | 4.        | Lennart Sundahl    | Anderstorp RC | Van Diemen                   | 35    |
| 1981 | 5.        | PeO Carlsson       |               | Tiga Race Cars               | 32    |
| 1981 | 6.        | Torbjörn Henrysson | Karlskoga MK  | Crossle                      | 28    |
| 1981 | 7.        | Yngve Sällqvist    | Karlskoga MK  | Royale RP26/Magnum Racing    | 26    |
| 1981 | 8.        | Sven Frindelius    |               | Royale                       | 24    |
| 1981 | 9.        | Hasse Thaung       | Växjö MS      | Royale/Magnum Racing         | 23    |
| 1981 | 9.        | Mikael Norlander   | SSK           | Royale RP26/Magnum Racing    | 23    |